# T Mensae
T Mensae är en pulserande variabel av RR Lyrae-typ (RRAB) i stjärnbilden Taffelberget.
Stjärnan varierar mellan visuell magnitud +13,089 och 13,960 med en period av 0,4098106 dygn eller 9,83545 timmar. RR Lyrae-stjärnornas period varierar mellan 0,2 och 1,2 dygn med ett medianvärde på 0,5 dygn. T Mensae ligger således en bit under medelvärdet.